# دمی استوکس
دمی استوکس (انگلیسی: Demi Stokes؛ زادهٔ ۱۲ دسامبر ۱۹۹۱) بازیکن فوتبال اهل بریتانیا است.
از باشگاه‌هایی که در آن بازی کرده‌است می‌توان به باشگاه فوتبال زنان منچستر سیتی و باشگاه فوتبال ساندرلند اشاره کرد.
وی همچنین در تیم‌های ملی فوتبال England women's national under-19 football team, England women's national under-20 football team, England women's national under-23 football team، زنان انگلستان، و Great Britain women's national football team بازی کرده‌است.